# Offshore-Windpark Horns Rev

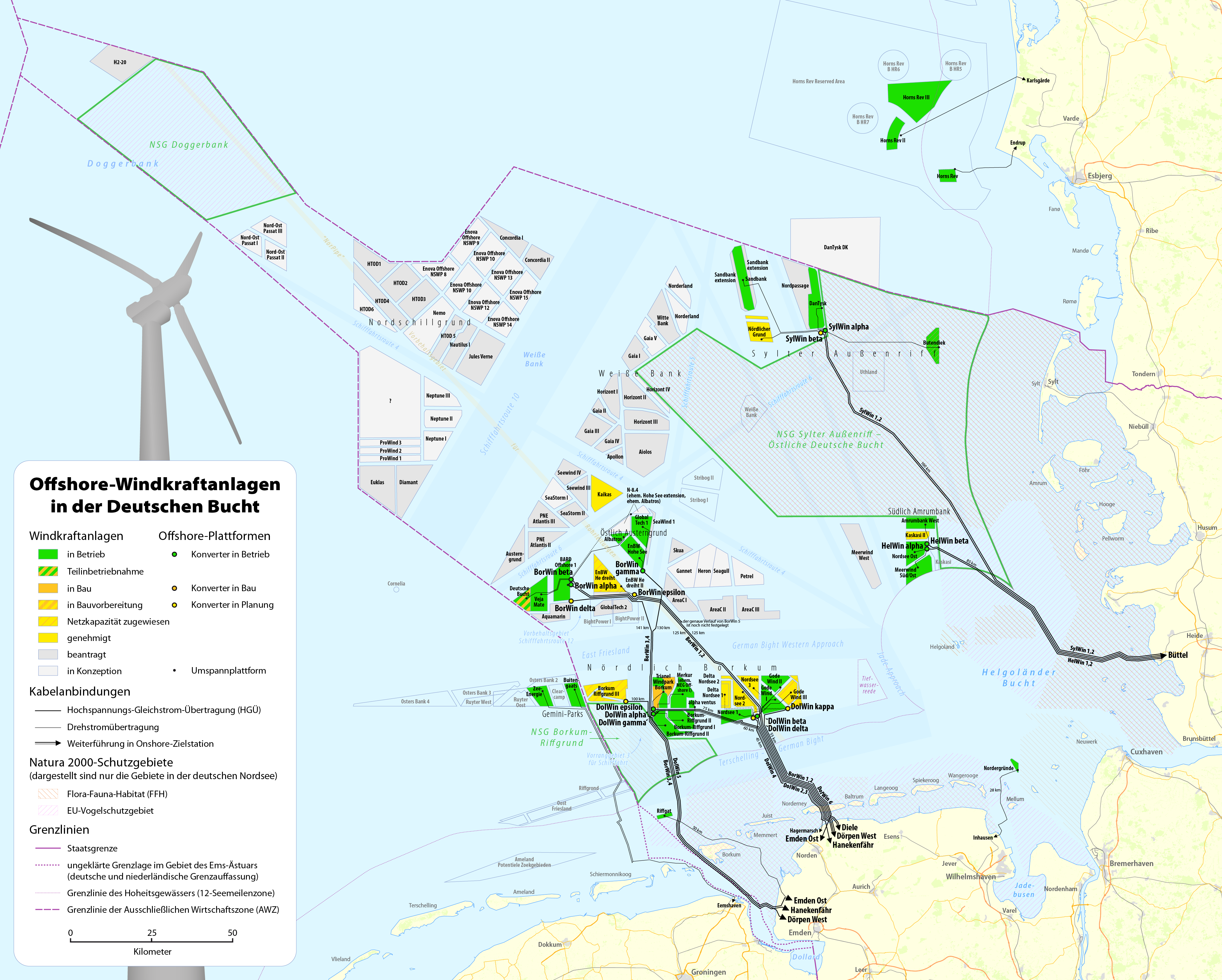
Lage von Horns Rev 1 und 2 (oben rechts) in Bezug zu den Windparks in der Deutschen Bucht

Der Offshore-Windpark Horns Rev ist der erste in der Nordsee gebaute Offshore-Windpark. Er befindet sich vor der dänischen Küste westlich von Esbjerg auf der Sandbank Horns Rev, die sich vor der Küste von Blåvand an der Westküste von Jütland erstreckt und bis 20 Seemeilen vor die Küste reicht.
Die Gesamtleistung der im Horns Rev aufgestellten Windenergieanlagen beträgt 775 MW. Während der durchschnittliche Ertrag von „Horns Rev 1“ bei 600 GWh liegt, kommt „Horns Rev 2“ auf 800 GWh, was einem Kapazitätsfaktor von etwa 43 % entspricht. Damit können ca. 350.000 Haushalte mit Strom versorgt werden.
Im August 2019 wurde die dritte Ausbaustufe Horns Rev 3 mit 406 MW offiziell in Betrieb genommen. Sie soll genug elektrische Energie liefern, um rechnerisch 425.000 dänische Haushalte mit Strom zu versorgen.

## Horns Rev 1
2002 wurde der Windpark Horns Rev 1 vom dänischen Unternehmen Elsam 14–20 km vor der Küste südwestlich von Blåvands Huk erbaut. Auf einer Fläche von 20 km² wurden 80 Windenergieanlagen vom Typ Vestas V80-2MW mit einer Gesamtleistung von 160 MW aufgestellt. Rund 150.000 Haushalte können mit der erzeugten Energie versorgt werden. Die Errichtungskosten für Horns Rev 1 betrugen 270 Millionen Euro. Im Jahr 2004 mussten alle 80 Anlagen aufgrund technischer Schäden durch die rauen Bedingungen auf See vorübergehend abgebaut und an Land repariert werden, bevor sie wieder installiert werden konnten. Seit 2005 gehört der Windpark zu 60 % Vattenfall und zu 40 % Ørsted.

## Horns Rev 2
Im Mai 2008 begann das Unternehmen Ørsted mit dem Bau eines zweiten Windparks ca. zehn Seemeilen nordwestlich des ersten, genannt Horns Rev 2. Die 91 Siemens SWT 2.3-93 Windenergieanlagen mit einer Gesamtleistung von 209 MW wurden auf einer Fläche von 35 km² in der dänischen ausschließlichen Wirtschaftszone (AWZ), ca. 30 Kilometer westlich von Blåvands Huk an der dänischen Westküste, errichtet. Horns Rev 2 ist in der Lage 200.000 Haushalte mit Strom zu versorgen und im Besitz von Ørsted. Die Baukosten beliefen sich auf 480 Millionen Euro. Die offizielle Inbetriebnahme des Windparks fand am 17. September 2009 statt, unter Anwesenheit von Kronprinz Frederik von Dänemark und Ministerpräsident Lars Løkke Rasmussen. Ørsted nutzt ein Gelände in Esbjerg als Wartungs- und Servicestützpunkt.

## Horns Rev 3

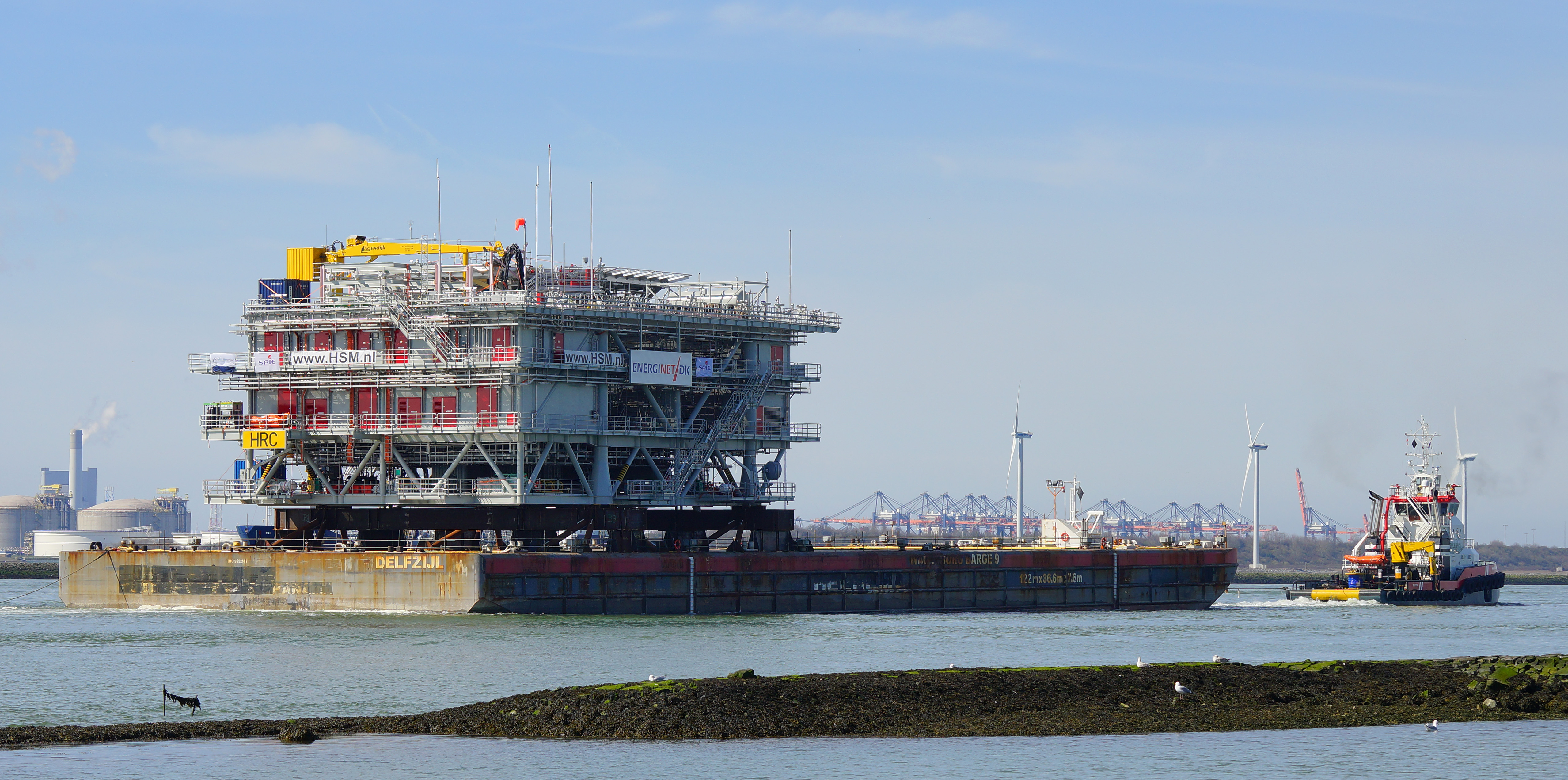
Offshore-Plattform für den Netzanschluss beim Transport

Nördlich von Horns Rev 1 bzw. nordöstlich von Horns Rev 2 begannen im Oktober 2017 die Bauarbeiten in einem weiteren Windparkfeld mit der Bezeichnung Horns Rev 3. Installiert wurden 49 Windenergieanlagen des Typs MHI Vestas V164, deren Nennleistung auf 8,3 MW gesteigert wurde (gegenüber 8,0 MW in der Basisversion) auf Monopile-Gründungen. Ursprünglich waren 50 V164 mit 8,0 Megawatt vorgesehen. Betreiber des Windparks ist Vattenfall, die Gesamtleistung beträgt 406,7 MW. Im Juni 2016 wurde die Finanzierung abgeschlossen.
Die Gründungsarbeiten mit den Monopile-Fundamenten begannen im Oktober 2017 und wurden im Januar 2018 abgeschlossen. Die erste Turbine wurde im Juli 2018 errichtet.
Die offizielle Inbetriebnahme des Windparks fand im August 2019 statt, unter Anwesenheit von Kronprinz Frederik von Dänemark, Ministerpräsidentin Mette Frederiksen und dem Minister für Klima, Energie und Versorgung Dan Jørgensen. Die Stromerzeugung in das Netz der Energinet.dk hatte bereits Ende 2018 begonnen. Die Stromgestehungskosten werden mit DKK 0,77 pro Kilowattstunde (Euro 0,10 / kWh) angegeben.